# Andrea Marcovicci
Andrea Marcovicci (ur. 18 listopada 1948 w Nowym Jorku) – amerykańska aktorka filmowa i telewizyjna.

## Filmografia
seriale
- 1963: Szpital miejski jako Sophia
- 1974: Kojak jako Lisa Waldena
- 1977: Kojak jako Francesca Milano
- 1978: Taxi jako Emily
- 1985: Niesamowite historie jako Barbara
- 1987: Napisała: Morderstwo jako Anne Hathaway
- 1995: Cybill jako Joan Hayden

film
- 1973: Cry Rape jako Betty Jenner
- 1976: Figurant jako Florence Barrett
- 1979: Port lotniczy ’79 jako Alicia Rogow
- 1983: Spacehunter: Adventures in the Forbidden Zone jako Chalmers
- 1992: The Water Engine jako Piosenkarka
- 2011: Driving by Bralle jako Clare Robles
- 2019: Velvet Buzzsaw jako Gość na imprezie w Miami[1]

## Nagrody i nominacje
Za rolę Florence Barrett w filmie Figurant została nominowana do nagrody Złotego Globu.